# Acanthopsyche
Acanthopsyche is een geslacht van vlinders uit de familie van de zakjesdragers (Psychidae).

## Soorten
- A. atra (Linnaeus, 1767) - zwarte heidezakdrager
- A. basinigra (C. Felder, R. Felder & Rogenhofer, 1874)
- A. bipars Walker, 1865
- A. cabrerai (Rebel, 1894)
- A. calamochroa (Hampson, 1910)
- A. cana Hampson, 1892
- A. carayoni Bourgogne, 1986
- A. carbonarius Karsch, 1900
- A. chrysora Bourgogne, 1980
- A. daguerrei (Köhler, 1939)
- A. desertella Kozhantshikov, 1956
- A. dimidiata (Heylaerts, 1884)
- A. dispar (Köhler, 1939)
- A. ebneri (Rebel, 1917)
- A. ecksteini (Lederer, 1855)
- A. emiliae (Heylaerts, 1890)
- A. entwistlei Bourgogne, 1962
- A. ernsti Bourgogne, 1980
- A. hampsoni (Bethune-Baker, 1894)
- A. incana Kozhantshikov, 1956
- A. lactescens (Oberthür, 1910)
- A. maritimella (Bruand, 1858)
- A. melanoleuca Bourgogne, 1965
- A. meridionalis Krüger, 1939
- A. minima Hampson, 1900
- A. mixta Bourgogne, 1962
- A. modesta Bourgogne, 1978
- A. multicaulis Bourgogne, 1985
- A. nigraplaga (Wileman, 1911)
- A. ogiva Bourgogne, 1984
- A. pauliani Bourgogne, 1984
- A. phaea Bourgogne, 1979
- A. postica Sonan, 1935
- A. punctimarginalis Hampson, 1897
- A. roomei Bourgogne, 1984
- A. senex (Staudinger, 1871)
- A. siederi Szőcs, 1961
- A. sierricola (White, 1858)
- A. subatrata Kozhantshikov, 1956
- A. subteralbata Hampson, 1897
- A. tristis Janse, 1917
- A. tristoides Bourgogne, 1965
- A. uralensis (Freyer, 1852)
- A. zelleri (Mann, 1855)
- A. zernyi (Bourgogne, 1964)